# 샘고을중학교
샘고을중학교는 대한민국 전북특별자치도 정읍시에 있는 공립 중학교이다.

## 학교 연혁
- 1943년 3월 31일 : 정읍공립고등여학교 설립 인가(4년제)
- 1943년 5월 26일 : 假校舍 정읍공립국민학교에서 개교식 거행
- 1947년 9월 30일 : 정읍공립여자중학교로 교명 개칭(6년제)
- 1951년 5월 30일 : 정읍여자중학교로 분리 인가(3년제)
- 2022년 3월 1일 : 샘고을중학교로 교명 변경
- 2022년 9월 1일 : 제28대 김현갑 교장 부임
- 2024년 1월 4일 : 제73회 111명 졸업(졸업생 총 수 20,703명)

## 참고 자료
- 샘고을중학교 - 한국교육학술정보원 학교알리미